# SN 1966B
SN 1966B – supernowa typu II-L odkryta 25 stycznia 1966 roku w galaktyce NGC 4688. Jej maksymalna jasność wynosiła 15,00m.